# Haukkasaari (ö i Finland, Mellersta Finland, Jämsä)
Haukkasaari är en ö i Finland. Den ligger i sjön Päijänne och i kommunen Kuhmois i landskapet Mellersta Finland, i den södra delen av landet, 170 km norr om huvudstaden Helsingfors. Öns area är 3,6 hektar och dess största längd är 340 meter i nord-sydlig riktning.